# Gräberfeld von Blomsholm
Das Gräberfeld von Blomsholm liegt in der schwedischen Provinz Bohuslän nahe der Grenze zu Norwegen. In der Umgebung des namengebenden Gutes des Gräberfeldes finden sich einige ältere Grabhügel und frühgeschichtliche Monumente aus der späten Eisenzeit von ca. 400–600.

## Schiffssetzung
Etwa sieben Kilometer nördlich von Strömstad liegt eine aus 49 schlanken Steinen bestehende Schiffssetzung. Mit einer Länge von 42 Metern gehört sie zu den größten ihrer Art. Bug- und Stevenstein erreichen eine Höhe von drei bis vier Metern. Die Linienführung des Schiffes entspricht in ihrem Breite-Länge-Verhältnis realen Schiffen. Im Kontext mit den Funden datierte man die Schiffssetzung auf die späte Eisenzeit bzw. die Epoche der Völkerwanderung. Derselben Zeit gehören die 20 Gräber an, die sich um die Schiffssetzung gruppieren. Durch die Landhebung ist der Meeresspiegel etwa 10 m abgesunken, so dass die Küste an der Dynebucht früher näher lag als heute.

## Bautastein
Der schlanke, flache, am Rand des Waldes gut zweieinhalb Meier aufragende Stein ohne irgendwelche Verzierungen gehört in dieselbe Epoche wie die Schiffssetzung.

## Domarring (deutsch„Richterring“)

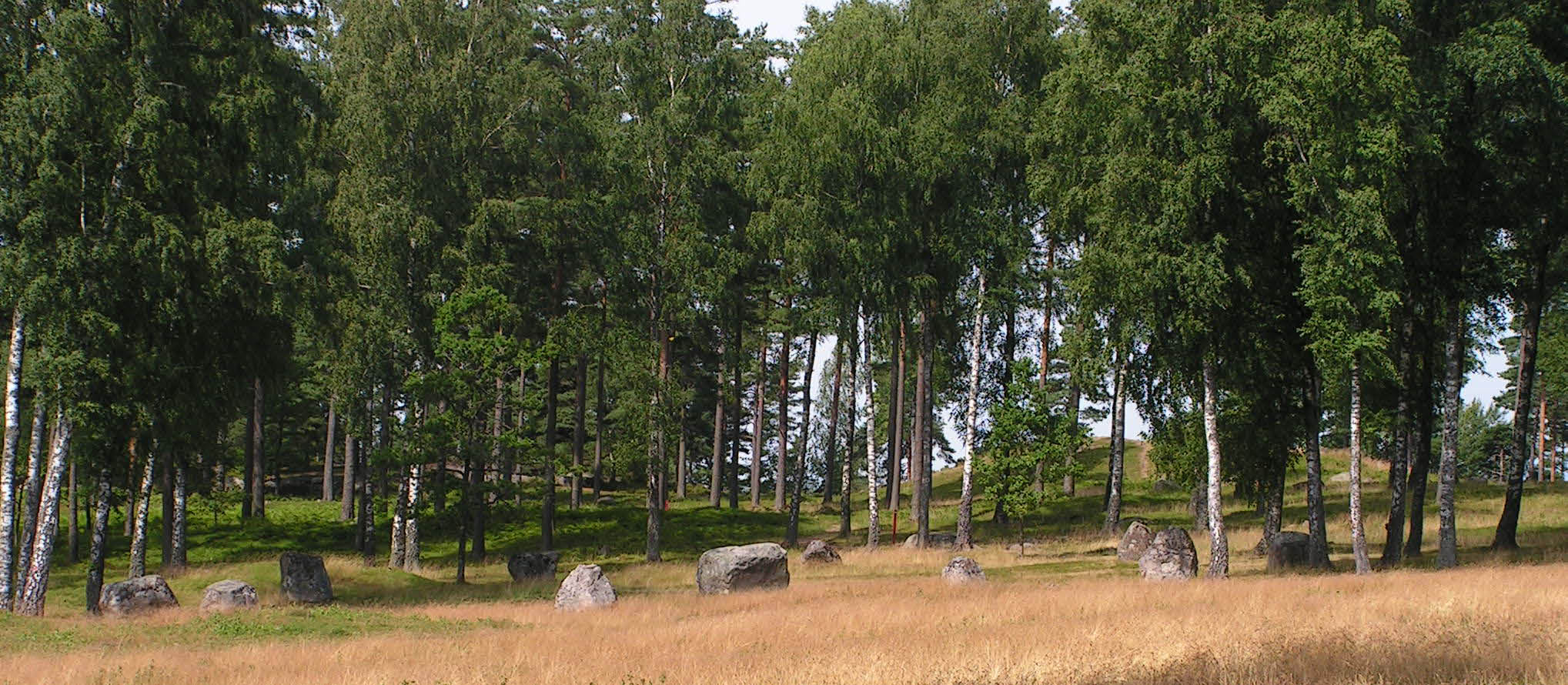
Der Richterring

Der in einer Waldlichtung gelegene Steinkreis ist mit einem Durchmesser von 33 m einer der größten im Norden. Die zehn äußeren Steine sind gut eineinhalb Meter hoch. Der kolossalste Stein steht in der Mitte. In der Regel handelt es sich bei den im Volksmund Domarringen genannten kreisrunden Steinsetzungen um Grabanlagen, bestehend aus fünf bis sieben nicht allzu hohen Steinen. Allerdings gibt es Kreise auch mit mehr als 30 Steinen (Nedre Ätradalen). Der Kreis von Timmersjö ist der größte Kreis in Halland, er hat 15 Steine. Die meisten Richterringe findet man in den Regionen Jönköpings län und Skaraborgs län. Wie die Schiffssetzung und Bautastein gehört auch der Domarringen in die späte Eisenzeit bzw. in die der Völkerwanderungszeit. Zwei Menhire wurden wie ein Tor zum neolithischen Steinkreis aufgestellt.

## Grabhügel

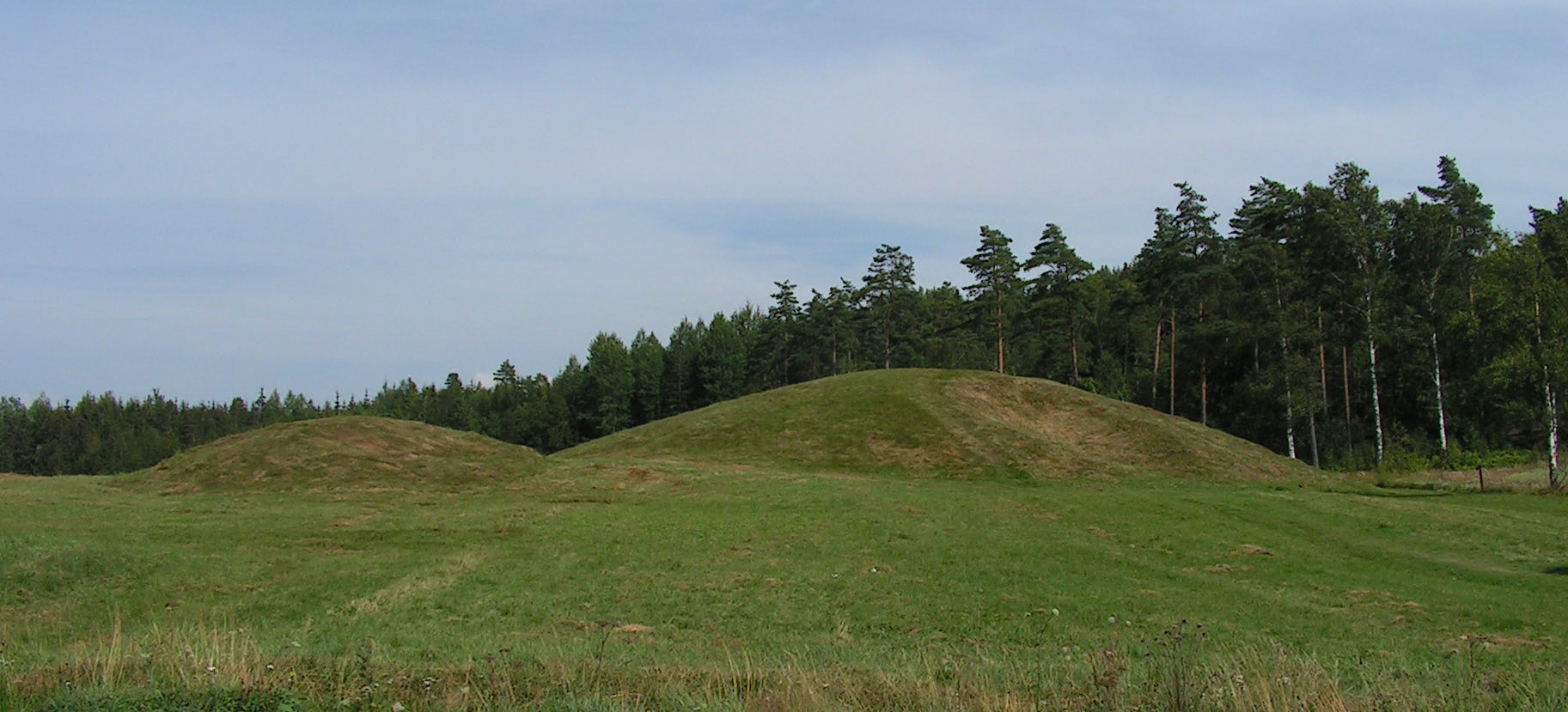
Gröne hög

Der Grönehög (deutsch „Grüne Hügel“) an der Abzweigung nach Strömstad ist ein großer, aus Torf und Grassoden aufgebauter Grabhügel, wie man ihn ansonsten vor allem aus Dänemark kennt. Daneben liegen einige kleinere Grabhügel.